# 大フィンランド

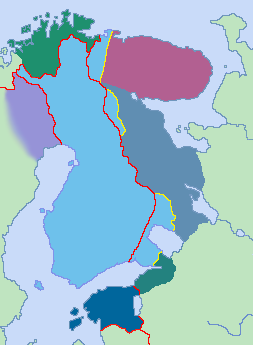
大フィンランド。北東部と南東部にある赤線と黄線で囲まれた部分は、1940年から1944年のソ芬戦争で失われた部分。大フィンランドにはさらに歴史上正式なフィンランド領になったことのない東カレリア（ブルーグレー色）、エストニアとイングリア（暗青色）、フィンマルク全て（緑色）、トルネ谷の一部（紫色）が含まれる。この地図にはタルトゥ条約時の国境とパリ条約 (1947年)の国境が含まれる

大フィンランド（だいフィンランド、フィンランド語: Suur-Suomi）は、フィンランドの民族統一主義者、ナショナリストが提唱する、バルト・フィン諸語を話す人々が暮らす地域を統合しようとする思想。
大フィンランドとは、北は白海からオネガ湖、フィン人とカレリア人が居住する地域を包括する自然国境を境界とするものである。しかし、コラ半島やフィンマルク地方、トルネ谷、イングリア、エストニアを含む概念を支持する者もいる。
大フィンランド思想は、19世紀末期にロシア帝国支配下のフィンランド大公国で、ナショナル・ロマンティシズムの影響を受け生まれた。1835年にエリアス・リョンロートがカレリアの民俗伝承から編纂した『カレワラ』が出版されると、知識人の間ではフィンランド文化の揺籃の地としてのロシア・カレリアへの関心が高まり、芸術文化運動としてのカレリアニズムが盛んになった。大フィンランド思想の形成過程は、同じくロマンティック・ナショナリズムの影響が強い大ドイツ主義や汎スラブ主義、イタリア統一運動と似ている。
カレリアニズムはやがてより大きなフィンランドの統一を目指す民族統一主義運動に引き継がれることとなる。フィンランド独立宣言後、十月革命とロシア内戦との関係から、フィンランド東部国境に近接するフィン人居住地域の状況は不安定であり、民族主義者の活動に悪用されているとみなされていた。たとえば、フィンランド義勇軍が国境を越えロシア領内で作戦を行っていた。1918年から1920年のエストニア独立戦争におけるフィンランド義勇軍の参加とともに、これらの活動はフィンランド史においてヘイモソダト（バルト・フィン語族に関する戦争という感覚から、フィンランド語で親族戦争を意味する）と呼ばれている。